# Doris Schattschneider
Doris J. Schattschneider (née Wood; Staten Island, 19 de outubro de 1939) é uma matemática estadunidense, professora aposentada do Moravian College. E conhecida por suas publicações sobre tesselação e a arte de Maurits Cornelis Escher, por auxiliar Martin Gardner a validar e popularizar as descobertas da tesselação pentagonal da matemática amadora Marjorie Rice, e por co-dirigir com Eugene Klotz o projeto que desenvolveu o The Geometer's Sketchpad.
Foi eleita em 2012 membro da American Mathematical Society.

## Publicações selecionadas
Livros
- M. C. Escher Kaleidocycles (with Wallace Walker), Ballantine Books, 1977, Pomegranate Artbooks and TACO, 1987, Taschen 2015[6]
- Visions of Symmetry: Notebooks, Periodic Drawings, and Related Work of M. C. Escher (W. H. Freeman, 1990, 1992;

Revised as M. C. Escher: Visions of Symmetry, Harry N. Abrams, 2004)
- A Companion to Calculus (with Dennis Ebersole, Alicia Sevilla, and Kay Somers, Brooks/Cole, 1995)[11]

Volumes editados
- Geometry Turned On!: Dynamic Software in Learning, Teaching, and Research (with James King, Cambridge University Press, 1997)
- M.C. Escher's Legacy: A Centennial Celebration (with Michelle Emmer, Springer, 2003)

Artigos
- Schattschneider, Doris (1978), «Tiling the plane with congruent pentagons» (PDF), Mathematics Magazine, 51: 29–44, doi:10.2307/2689644;

Reprinted with Afterword in The Harmony of the World: 75 Years of Mathematics Magazine, eds. G. Alexanderson and P. Ross, Math. Assoc. of Amer., Washington DC, 2007, pp. 175-190.
- Schattschneider, Doris (1978), «The plane symmetry groups: Their recognition and notation», The American Mathematical Monthly, 85 (6): 439–450, JSTOR 2320063.
- Schattschneider, Doris (1981), «In praise of amateurs», in:  Klarner, David A., The Mathematical Gardner, Boston: Prindle, Weber & Schmidt, pp. 140–166;

Reprinted as Mathematical Recreations:  A Collection in Honor of Martin Gardner, Dover Publications, New York, 1998.
- Schattschneider, Doris (1998), "One Corona is Enough for the Euclidean Plane," coauthor Nikolai Dolbilin.  In Quasicrystals and Discrete Geometry (J. Patera, editor).  Fields Institute Monographs, Vol. 10, AMS, Providence, RI, 1998, pp. 207–246.

Accompanying web site:  Catalog of Isohedral Tilings by Symmetric Polygonal Tiles